# オッサン(36)がアイドルになる話
『オッサン(36)がアイドルになる話』（オッサン36がアイドルになるはなし）は、もちだもちこによる日本のライトノベル。イラストは榊原瑞紀が担当している。PASH!ブックス（主婦と生活社）より2016年6月から刊行されている。
メディアミックスとして、『PASH UP!』（同）にて木野イチカによるコミカライズが2018年7月から2022年7月7日まで連載された。

## ストーリー
36歳にして引きこもり状態だった主人公のミロク。しかしある日、ネットのいわゆる『踊ってみた』動画を見て触発され、自らも動画を投稿すべく一念発起。ジムに通ってダイエットを果たし、自らの『踊ってみた』動画を投稿したところ、それがネット上で評判となる。そんな矢先、ジムのトレーニング仲間であるヨイチから「急病になったモデルの代わり」を頼まれるとそれが好評。その後、紆余曲折を経てヨイチ・シジュとアイドルユニット「344（ミヨシ）」を結成し、「オッサンアイドル」として活動を開始すると、みるみるうちに人気が上昇し…。

## 登場人物

### 344（オッサンアイドル）
大崎ミロク（おおさきみろく）
年齢36歳。主人公。健康食品の販売会社に勤めていたが太ってリストラされ、10年近く引きこもっていた。が、痩せてとある事がきっかけでモデルにスカウトされアイドルに。通称白王子と黒王子。周囲に無意識にフェロモンをまき散らすことで有名。
如月ヨイチ（きさらぎよいち）
年齢41歳。芸能事務所の社長。なし崩し的にミロクと共に「344」を組む事になる。立場上344ではリーダー格。罵られたいファンが多数。通称ヨイチ様。
かつて業界大手のアイドル事務所「シャイニーズ」に在籍しており、伝説のアイドルグループ『アルファ』のメンバーだった過去を持つ。
小野原シジュ（おのはらしじゅ）
年齢40歳。元ダンサーで元ホスト。無職だったがなし崩し的にミロクと共に「344」を組む事になる。344では振り付けを担当することが多い。登りたいファンが多数。恋に関してはライオン。

### 周囲のキャラクター
如月フミ（きさらぎふみ）
年齢23歳。ヨイチの姪。大学に通いつつ、叔父のヨイチの事務所でバイトをしていた。後に社員となり344のマネージャーになる。
尾根江加茂（おねえかも）
年齢？？？？？歳。超敏腕プロデューサー。オールバック、サングラス、目も覚めるようなオレンジ色のスーツにガチムチ体型がトレードマーク。通称オネエP。家族が居るとの噂も？？？？？

### 大崎家の人々
大崎ミハチ（おおさきみはち）
年齢38歳。ミロクの姉。化粧品会社に勤める、やり手のキャリアウーマン。ヨイチも在籍していた『アルファ』を追っかけていた。
大崎ニナ（おおさきにな）
年齢27歳。ミロクの妹。美容師として奮闘中、お兄ちゃんお姉ちゃん大好きっ子。

## 既刊一覧

### 小説
- もちだもちこ（著）・榊原瑞紀（イラスト） 『オッサン(36)がアイドルになる話』 主婦と生活社〈PASH!ブックス〉、既刊4巻（2020年1月31日現在）
  1. 2017年6月30日発売[2]、ISBN 978-4-391-15012-4
  2. 2017年10月27日発売[3]、ISBN 978-4-391-15121-3
  3. 2018年2月23日発売[4]、ISBN 978-4-391-15160-2
  4. 2020年1月31日発売[5]、ISBN 978-4-391-15431-3

### 漫画
- もちだもちこ（原作）・榊原瑞紀（キャラクター原案）・木野イチカ（作画） 『オッサン(36)がアイドルになる話』 主婦と生活社〈PASH!コミックス〉、全8巻
  1. 2019年1月25日発売[6]、ISBN 978-4-391-15281-4
  2. 2019年6月28日発売[7]、ISBN 978-4-391-15368-2
  3. 2020年1月31日発売[8]、ISBN 978-4-391-15369-9
  4. 2020年6月26日発売[9]、ISBN 978-4-391-15493-1
  5. 2021年2月5日発売[10]、ISBN 978-4-391-15551-8
  6. 2021年8月6日発売[11]、ISBN 978-4-391-15644-7
  7. 2022年6月3日発売[12]、ISBN 978-4-391-15752-9
  8. 2022年8月5日発売[13]、ISBN 978-4-391-15753-6